# فینال جام جهانی فوتبال ۱۹۸۶
فینال جام جهانی فوتبال ۱۹۸۶، رقابت پایانی جام جهانی فوتبال ۱۹۸۶ است که مابین تیم ملی فوتبال آرژانتین و تیم ملی فوتبال آلمان غربی در ورزشگاه آزتیکا، مکزیکو سیتی برگزار شده‌است.
این مسابقه که در تاریخ ۲۹ ژوئن ۱۹۸۶ انجام شده‌است با نتیجه ۳ بر ۲ به سود تیم ملی فوتبال آرژانتین به پایان رسید.

## مسیر رسیدن به فینال
| تیم       | ب | پ | م | ش | گ‌ز | گ‌خ | ت‌گ | ام |
| --------- | - | - | - | - | -- | -- | -- | -- |
| آرژانتین  | ۳ | ۲ | ۱ | ۰ | ۶  | ۲  | +۴ | ۵  |
| ایتالیا   | ۳ | ۱ | ۲ | ۰ | ۵  | ۴  | +۱ | ۴  |
| بلغارستان | ۳ | ۰ | ۲ | ۱ | ۲  | ۴  | −۲ | ۲  |
| کرهٔ جنوبی | ۳ | ۰ | ۱ | ۲ | ۴  | ۷  | −۳ | ۱  |

| تیم        | ب | پ | م | ش | گ‌ز | گ‌خ | ت‌گ | ام |
| ---------- | - | - | - | - | -- | -- | -- | -- |
| دانمارک    | ۳ | ۳ | ۰ | ۰ | ۹  | ۱  | +۸ | ۶  |
| آلمان غربی | ۳ | ۱ | ۱ | ۱ | ۳  | ۴  | −۱ | ۳  |
| اروگوئه    | ۳ | ۰ | ۲ | ۱ | ۲  | ۷  | −۵ | ۲  |
| اسکاتلند   | ۳ | ۰ | ۱ | ۲ | ۱  | ۳  | −۲ | ۱  |

## خلاصه بازی

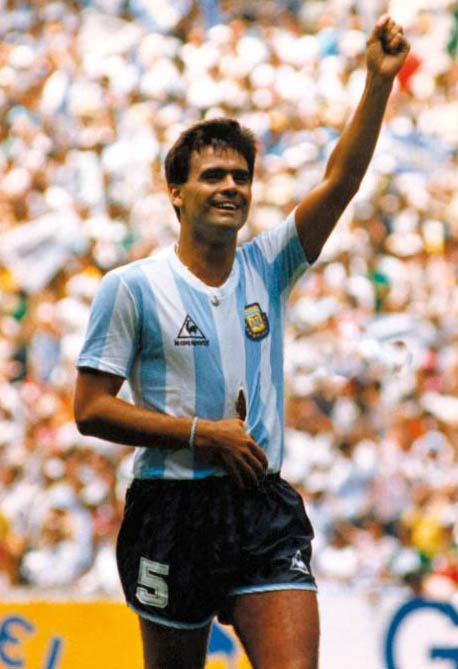
تصویری از Brown camiseta agujero در بازی فینال

| آرژانتین                                                      | ۳–۲    | آلمان غربی                              |
| ------------------------------------------------------------- | ------ | --------------------------------------- |
| خوزه لوئیس براون ۲۳' · خورخه والدانو ۵۶' · خورخه بوروچاگا ۸۴' | Report | کارل-هاینتس رومنیگه ۷۴' · رودی فولر ۸۱' |